# عمل فردي وسياسي بشأن التغير المناخي

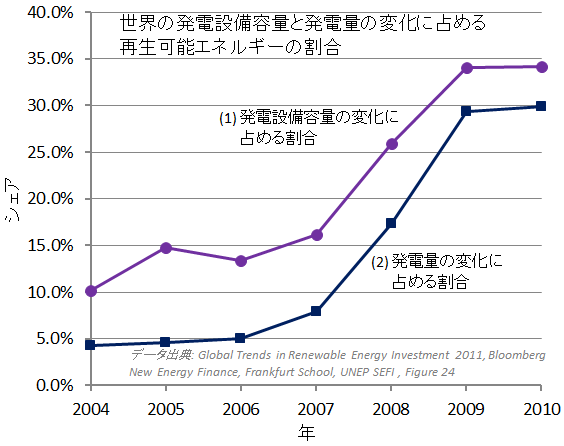

يمكن للعمل الفردي والسياسي بشأن التغير المناخي أن يأخذ أشكالًا متعددة. تسعى العديد من الإجراءات إلى بناء دعم اجتماعي وسياسي للحد من تركيز الغازات الدفيئة في الجو، وتخفيضها لاحقًا، بهدف حماية المناخ. تسعى الإجراءات الأخرى إلى مخاطبة الجوانب الأخلاقية للعدالة المناخية، ولا سيما فيما يتعلق بالآثار المتفاوتة المتوقَعة للتكيف مع تغير المناخ.
أحدثت تأثيرات المناخ على مدار القرن الماضي آثارًا سلبية على الأرض في جميع أنحاء العالم. تبذل الإجراءات الفردية للمدن داخل البلدان المتضررة جهودًا كبيرة لمعادلة كمية الكربون المنبعثة في الجو من خلال تشجيع الطاقة المتجددة والممارسات الأنظف بشكل شامل. مع تطوير الدول المزيد من الاستراتيجيات للتشجيع على الطاقة وطرق المعيشة النظيفة والمتجددة، تُجري أيضًا أماكن داخل الولايات المتحدة مثل كاليفورنيا إصلاحات بهذا الشأن. ففي عام 2016، أقرت ولاية كاليفورنيا مشروع قانون مجلس الشيوخ رقم 32، الذي يعزز الحاجة إلى منع الولاية عن إصدار انبعاثات زائدة من الكربون. وعلى الرغم من أن دونالد ترامب قد حاول سحب الولايات المتحدة من اتفاقية باريس، فإن الولايات الأخرى مثل نيويورك كانت تعمل على خلق مساحات خضراء من خلال تركيب المزيد من الألواح الشمسية وإنشاء «مبنى أخضر» يخفف من التلوث في محاولة لجعل مدينة نيويورك «أنظف». تبذل البلدان جهودًا كبيرة لمكافحة آثار التغير المناخي والحد منها؛ ومع ذلك، ومن أجل أن نشهد تحسينات، فسوف تحتاج المزيد من البلدان، التي تملك انبعاثات كبيرة من غاز ثنائي أكسيد الكربون، مثل الصين والهند، إلى تعديل وخفض الانبعاثات بنسب كبيرة.

## العمل السياسي
يمكن للعمل السياسي أن يغير القوانين والتنظيمات المتعلقة بتغير المناخ.
يفضل العديد من الاقتصاديين أساليب تسعير الكربون، مثل ضريبة الكربون أو نظام تجارة الانبعاثات، باعتبارها أكثر الوسائل كفاءة وفعالية لخفض انبعاثات الغازات الدفيئة، وتنتشر هذه الأساليب بشكل متزايد في جميع أنحاء العالم. في الولايات المتحدة، تعمل مجموعات مثل «تجمع الحلول المناخية التشريعي ثنائي الحزب» و«مجموعة المواطنين للضغط المناخي» على بناء دعم لتسعير الكربون. قُدّمَت أول سياسة مناخية ثنائية الحزب منذ 10 سنوات في مجلس النواب في الولايات المتحدة عام 2018 كقانون ابتكار الطاقة وأرباح الكربون.
يمكن أن تعزز التنظيمات معايير انبعاثات الغازات الدفيئة من قطاعات معينة في الاقتصاد، مثل «خطة الطاقة النظيفة» التي اقترحتها وكالة حماية البيئة لمحطات الطاقة في الولايات المتحدة، أو معايير المركبات في أوروبا والولايات المتحدة.
يمكن للعمل السياسي أيضًا أن يجذب اهتمام وسائل الإعلام والعامة إلى التغير المناخي. ولكن غالبًا ما يواجه العمل السياسي من المجتمع تحديات بسبب مصالح الشركات الصناعية المعتمدة على الوقود الأحفوري، والتي اتُهمَت بترويج وجهات النظر الناكرة لوجود تغير مناخي بهدف تأجيل انهيار قيم «فقاعة الكربون».
هناك العديد من أشكال العمل السياسي بشأن تغير المناخ، بما في ذلك كتابة الرسائل، وكسب التأييد المباشر، والتقريع العام للسياسيين والمؤسسات الإعلامية. وتتطلب حملات العمل السياسي بناء قاعدة دعم على المستوى المحلي.
هناك العديد من الحقائق التي تشير إلى وجود تغير في المناخ. تعود أسباب حدوث الأعاصير وحالات الجفاف والحرائق الكثيرة، جزئيًا، إلى الجو دائم التغيير الذي يسببه التغير المناخي. وواحدة من الطرق التي يمكن بها للجنس البشري أن يقف بمواجهة هذا التغيير هي من خلال العمل السياسي. العمل التشريعي هو إحدى الاستراتيجيات التي يستخدمها السياسيون لمكافحة انبعاثات الكربون. والتغيير في السياسة الفيدرالية هو إحدى الطرق المحتملة لوضع حد لتغير المناخ، والطريقة التي ستتحقق بها هذه القوانين هي من خلال العمل السياسي. تعد انبعاثات الكربون عاملاً مسببًا مهمًا في التغير المناخي، وبتطبيق اللوائح الفيدرالية مثل ضريبة الكربون، سيكون هناك انخفاض إجمالي في انبعاثات الكربون، فهذا سيتيح للقطاع الخاص أن يقرر كيفية تكلّف ذلك بشكل فعال، والذي بدوره سيعود بالفائدة على البيئة. القطاع الخاص هو أحد العوامل الحاسمة في كيفية تنفيذ الحكومات لسياساتها. وفي حالة التغير المناخي، فالإجراء الذي عليهم اتخاذه هو الإجراء الذي يؤثر على الحكومة نفسها بدلاً من تأثيره على العامة.

### الحركات الناشطة
للشخصيات السياسية مصلحة راسخة في البقاء على الجانب الجيد من عامة الشعب. وهذا لأنه في البلدان الديمقراطية، عامة الشعب هي من تنتخب هؤلاء المسؤولين الحكوميين. وبالتالي، فإن مواكبة الاحتجاجات هي طريقة تمكّنهم من ضمان مراعاة رغبات العامّة. والتغير المناخي هو قضية منتشرة في المجتمع، إذ يعتقد البعض أنه يمكن زيادة حلولها من خلال الإجراءات التي يتخذها الأفراد والمجتمعات. من خلال المحافظة على الطبيعة وتغيير السياسات والابتكار، يمكن للعامة إجراء تغيير إيجابي لتخفيض انبعاثات الوقود الأحفوري ووضع حد تدريجي لتغير المناخ. وقد تشكلت العديد من المنظمات من أجل تسليط الضوء على هذه القضية الكبيرة.
«شبكة يوم الأرض» هي منظمة مهمتها وضع حد لتغير المناخ. هدفهم هو التعليم، والتوسع، وتفعيل حركة واعية بيئيًا في جميع أنحاء العالم لجذب المزيد من الاهتمام إلى هذه القضية الهامة. يشارك أكثر من مليار شخص في أنشطة يوم الأرض ومع زيادة في هذه الحركات، يمكن للناس أن يبدؤوا في صنع فرق. 
ظهرت الحركة المناخية في السنوات الأخيرة، نظرًا لوجود وعي متزايد بأهمية الاحتباس الحراري كعامل في مجموعة من القضايا. تجد العديد من القضايا البيئية والاقتصادية والاجتماعية أرضية مشتركة في التخفيف من ظاهرة الاحتباس الحراري.
تكريسًا لزيادة الوعي بقضايا المناخ، بدأ إضراب عالمي حول المناخ في 20 سبتمبر 2019 واستمر حتى 27 سبتمبر. أظهرت البلدان في جميع أنحاء العالم الوحدة داخل مجتمعاتهم، إذ تجمّع الناس معًا للمطالبة باتخاذ إجراءات من أجل مستقبل أفضل، محتشدين في شوارع المدن للتظاهر والتعبير عن استيائهم من الوضع الحالي للبيئة التي يعيشون فيها.
اجتمع عدد من المجموعات من جميع أنحاء العالم للعمل على قضية الاحتباس الحراري. واتحدت المنظمات غير الحكومية من مختلف مجالات العمل حول هذه القضية. انطلق تحالف مؤلف من 50 منظمة غير حكومية أُطلق عليه اسم «أوقفوا الفوضى المناخية» في بريطانيا (سبتمبر 2005) لتسليط الضوء على مسألة التغير المناخي.
كذلك أُنشئَت «حملة مكافحة تغير المناخ» للتركيز بشكل محض على قضية التغير المناخي، وللضغط على الحكومات لاتخاذ إجراءات من خلال بناء حركة احتجاجية ذات حجم كاف لتحقيق التغيير السياسي.
«كريتيكال ماس» أو «العدد الكبير» هو عبارة عن حدث يُعقد عادةً في يوم الجمعة الأخير من كل شهر في مدن مختلفة حول العالم، يتنقّل فيه سائقو الدراجات الهوائية، -وبشكل أقل- سائقو الدراجات الأحادية، وراكبو ألواح التزلج، وأحذية التزلج المختلفة، وغيرهم من الركاب ذاتيي الحركة؛ في الشوارع بشكل جماعي. بينما تأسست هذه الحركة في سان فرانسيسكو بغرض لفت الانتباه إلى مدى عدم أهليّة المدينة لركوب الدراجات، فإن الهيكل غير القيادي لها يجعل من المستحيل تعيين هدف واحد ومحدد لها. في الواقع، لا يوجد طابع رسمي لهدف حركة «كريتيكال ماس» يتجاوز العمل المباشر للاجتماع في مكان ووقت محددين والسفر كمجموعة عبر شوارع المدينة أو البلدة.
وأحد عناصر «حركة احتلوا» هو عمل الاحتباس الحراري.
اقتداءً بشعار عالم البيئة بيل مكيبين: «إذا كان من الخطأ تدمير المناخ، فمن الخطأ أيضًا جني الأرباح من هذا التدمير»؛ تحاول حملات سحب الاستثمارات من الوقود الأحفوري دفع المؤسسات عامة، مثل الجامعات والكنائس، إلى سحب الأصول الاستثمارية الخاصة بها من شركات الوقود الأحفوري. بحلول ديسمبر 2016، كان ما مجموعه 688 مؤسسة وأكثر من 58,000 فرد ممّن يمثلون 5.5 تريليون دولار من الأصول المالية في جميع أنحاء العالم؛ قد سحبوا استثماراتهم من الوقود الأحفوري.
تعمل مجموعات مثل «جيل أمريكا القادم» و«صوت صقور المناخ» في الولايات المتحدة لانتخاب المسؤولين الذين سيجعلون العمل على التغير المناخي أولوية قصوى.